# Col·legi Oficial de Doctors i Llicenciats en Filosofia i Lletres i en Ciències de Catalunya
El Col·legi Oficial de Doctors i Llicenciats en Filosofia i Lletres i en Ciències de Catalunya és una corporació de dret públic que agrupa els graduats en mestre d'educació infantil, en mestre d'educació primària, els titulats en màster del professorat d'educació secundària obligatòria i batxillerat, així com els llicenciats i graduats en diverses branques de la filosofia, les lletres i ciències. Va ser fundat el 1899 i és el col·legi professional dels docents, tant de primària com de secundària. La seva seu és a la Rambla de Catalunya, 8 de Barcelona i ofereix una extensa gamma d'activitats (cursos jornades) i serveis. Es regeix per una Junta General de 13 membres, que es renoven cada quatre anys. El degà actual n'és Àlex Rocas Jordi. Convoca el Premi Ramon Fuster i el Premi Arnau de Vilanova. El 1999 va rebre la Creu de Sant Jordi.
El Col·legi Oficial de Doctors i Llicenciats en Filosofia i Lletres i en Ciències de Catalunya, com a col·legi dels docents, té com una de les seves finalitats principals, reconeguda per la normativa vigent, vetllar per la formació inicial i permanent dels seus professionals.
Com a membre destacat de la comunitat educativa, participa del clam de la societat en demanda de la millora de l'ensenyament, i del consens generalitzat que la millora de la qualitat  en educació només es pot aconseguir a través de l'excel·lència del professorat.
Des de 1981 concedeix el premi Ramon Fuster, amb una dotació de 3000 euros, que han rebut Maria Aurèlia Capmany, Martí Boada o Marta Mata, entre d'altres.

## Degans del Col·legi
- Ramon Fuster i Rabés 1969 - 1977
- Helena Ferrer i Mallol 1977 - 1983
- Mercè Izquierdo i Aymerich 1983 - 1987
- Salvador Carrasco i Calvo 1987 - 1995
- Josefina Cambra i Giné 1995 - 2019
- Àlex Rocas Jordi 2019 -